# Android Pie

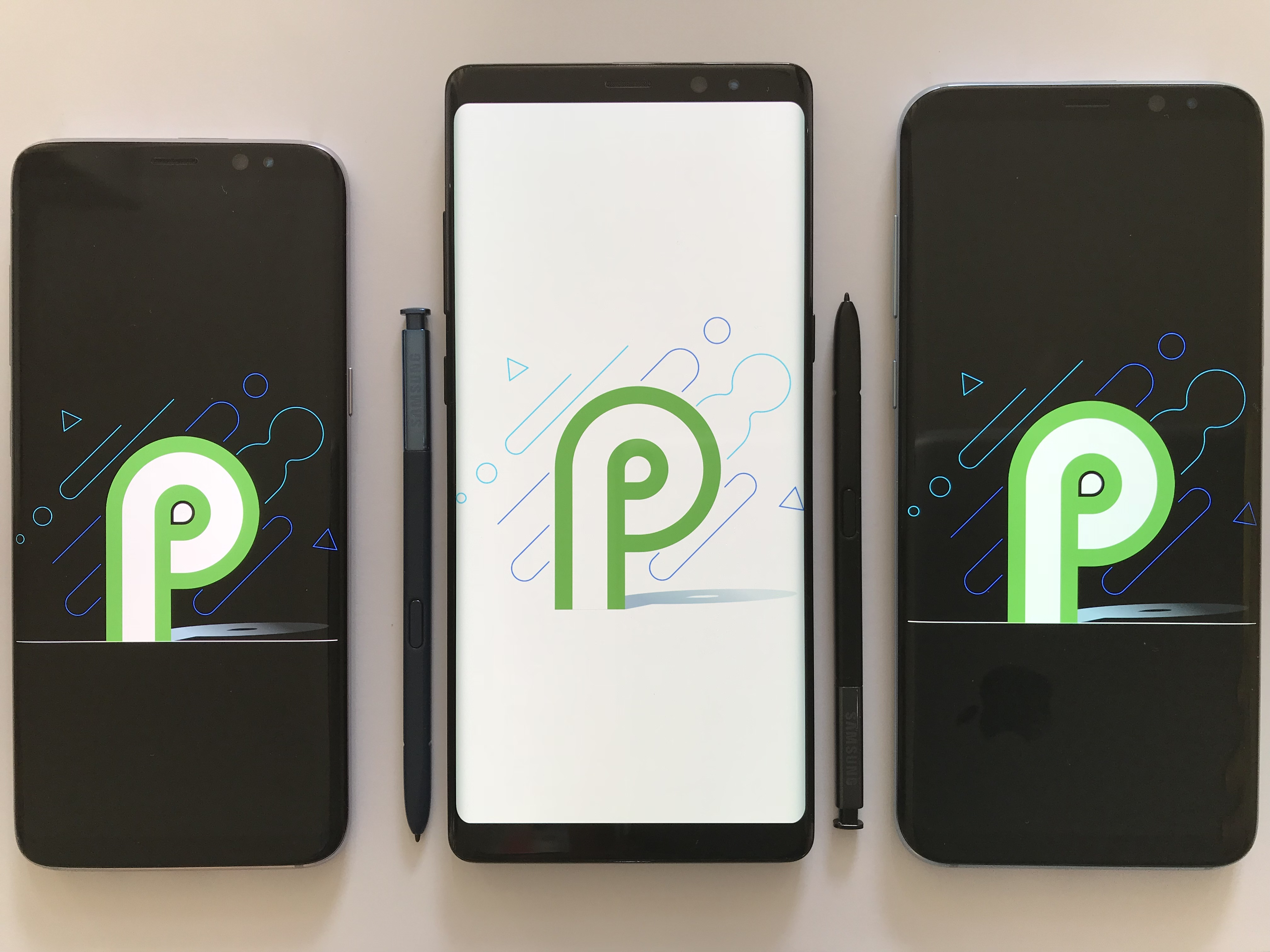

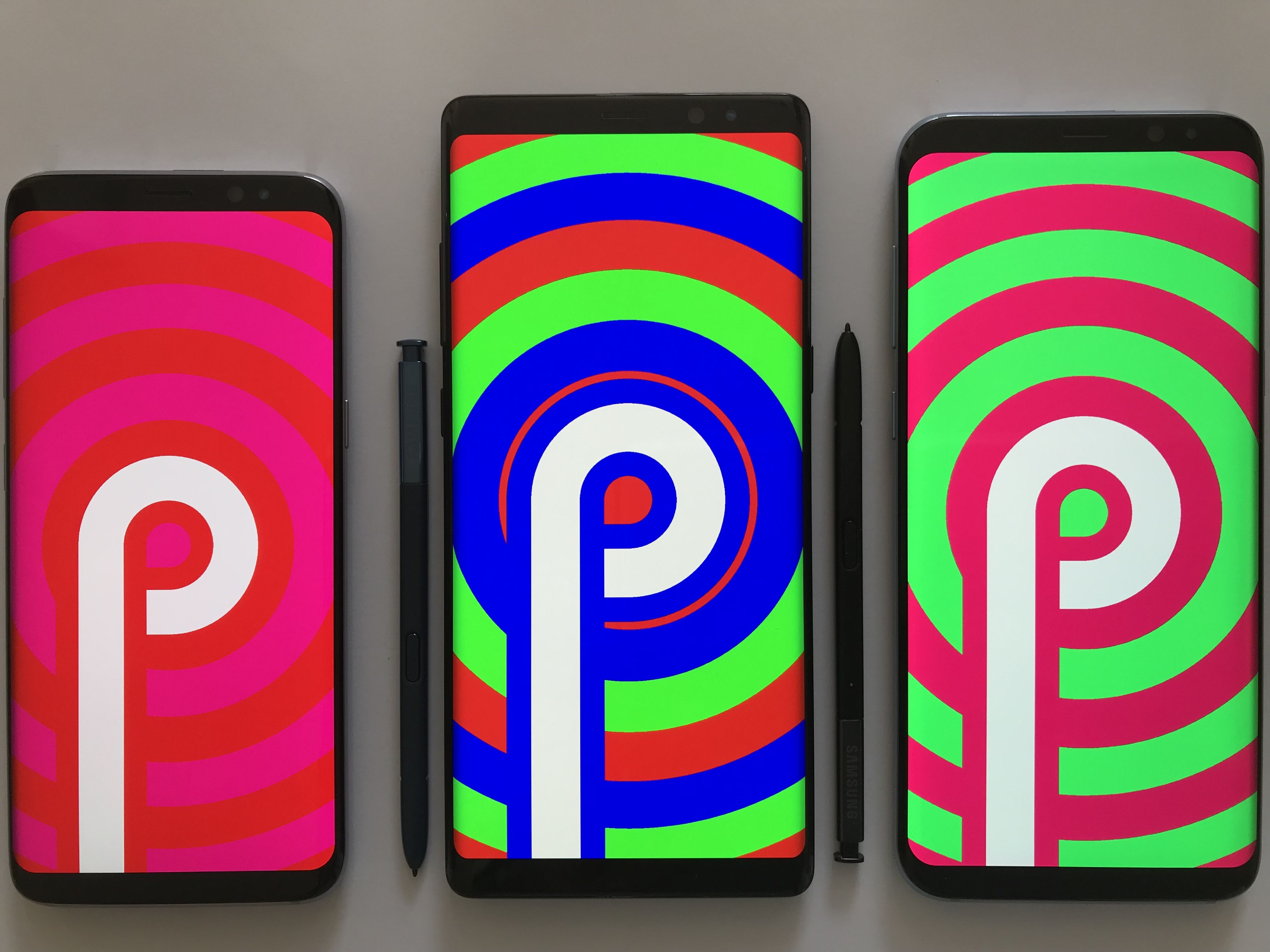
Easter egg v Androidu Pie

Android 9.0 Pie je verze operačního systému Android. Kódové odznačení je Android P. API Androidu Pie je 28.

## Historie
Operační systém byl oznámen dne 7. března roku 2018 společností Google, první vývojářská verze byla ukázána tentýž den. Druhá verze, která byla považována již za beta verzi, byla uvedena 8. května 2018. Třetí verze, nazývaná Beta 2, byla představena 6. června 2018, čtvrtá verze nazývaná Beta 3, byla uvedena později, 2. července 2018. Finální beta verze systému Android P byla představena 25. července 2018.
Android "P" byl oficiálně uveden 6. srpna 2018 jako "Android 9 Pie" a jako první byl dostupný pro zařízení řady Google Pixel, OnePlus 6 a Essential Phone.
Google oznámil, že na podzim uvede Android 9 Pie (Go Edition), což je odlehčená verze systému Android Pie.
Prvním zařízením s již předinstalovaným systémem Android Pie bylo Sony Xperia XZ3.

## Novinky
Seznam některých nových funkcí v Androidu Pie:
- Nové emotikony.
- Nové uživatelské rozhrání,[5] ovládání gesty.
- Hodiny na oznamovací liště byly přesunuty doleva a zobrazují i sekundy.[6]
- Podpora HEIF.
- Podpora výřezů.
- Nové přechody.
- Procento baterie je nyní zobrazeno i na displeji Always-On.
- Funkce Digitální rovnováha, která zobrazuje dobu používání aplikací a upozorní při delším používání telefonu[7]
- Ukazatel baterie již nezobrazuje oranžové překrytí v pruhu notifikací a upozornění.
- Tlačítko pro snímek obrazovky bylo přidáno k možnostem napájení.
- Zahnuté rohy přes grafické uživatelské rozhraní.
- Bohatší oznámení zpráv, kde se zobrazuje celá konverzace i s obrázky.
- Graficky vylepšené ovládání hlasitosti.
- Vylepšený tmavý režim.
- Experimentální funkce (které jsou v současné době skryty v menu s názvem Vlajky funkcí), jako je například přepracovaná stránka O telefonu v nastavení a automatické zapnutí funkce Bluetooth během jízdy.
- Upravený design pro svislý přepínač aplikací s pruhem pro vyhledávání v Google.
- Vylepšená funkce adaptivního jasu, která upravuje jas obrazovky na základě osobních preferencí.
- Nová ikona tlačítka zpět v navigačním panelu, pokud je možnost navigace gestami povolena.
- Ruční výběr motivů.
- Přidá mapování ovladače pro bezdrátový ovladač Xbox One S.

### API
- Vnitřní kalibrace fotoaparátu pro lepší fotky.
- Wifi-RTT pro vnitřní polohování.
- Nové kodéry a dekodéry pro fotky a videa.
- AptX adaptivní komprese algoritmu pro lepší latenci a lepší kvalitu zvuku přes Bluetooth.

### Zabezpečení
- Nový "Lockdown" režim, který vypne biometrickou autorizaci po aktivaci, která se vypne poté, co uživatel zadal své heslo k přihlášení.
- DNS přes TLS.[8]

### Indické jazyky v uživatelském rozhraní
- Urijština a ásámština jsou nyní nativně podporovány jako jazyky UI od Android 9.0 a pro ně již není zobrazena zpráva "v některých aplikacích nemusí být k dispozici." V předchozí verzi (Android 8.1 Oreo) byly k dispozici pouze ve vybraných jazycích.

## Zařízení v beta testování
Pro tyto zařízení bylo dostupné beta testování:
- Google Pixel
- Google Pixel XL
- Google Pixel 2
- Google Pixel 2 XL
- Essential Phone[10]
- Nokia 7 Plus
- Oppo R15 Pro
- OnePlus 6
- Sony Xperia XZ2
- Vivo X21
- Xiaomi Mi MIX 2S